# Liste der Monuments historiques in Auménancourt
Die Liste der Monuments historiques in Auménancourt führt die Monuments historiques in der französischen Gemeinde Auménancourt auf.

## Liste der Objekte
| Bezeichnung                  | Beschreibung                                                               | Standort                                               | Kennzeichnung | Schutzstatus | Datum | Bild |
| ---------------------------- | -------------------------------------------------------------------------- | ------------------------------------------------------ | ------------- | ------------ | ----- | ---- |
| Epitaph der Familie Duplessy | Kalkstein, bezeichnet 1709                                                 | Auménancourt-le-Petit, in der Kirche St-Nicaise (Lage) | PM51003459    | Inscrit      | 2003  |      |
| Hauptaltar                   | Retabel, Relief und sechs Skulpturen von Aposteln; aus dem 16. Jahrhundert | Auménancourt-le-Grand, in der Kirche St-Firmin (Lage)  | PM51000037    | Classé       | 1908  |      |